# Museo Diocesano (Parma)
El Museo Diocesano de Parma fue inaugurado en marzo de 2003, al final de una larga restauración que involucró el Palacio Episcopal, en cuyo sótano se encuentra ahora el itinerario expositivo. De esta manera se ordenaron los hallazgos arqueológicos y las obras de arte procedentes de la Catedral, del Baptisterio y del territorio diocesano.
Durante las obras de restauración para acondicionar el Obispado y el Museo, aparecieron los restos de los cimientos de un edificio medieval y un tramo de la muralla romana (finales del siglo III d. C.).

## Obras

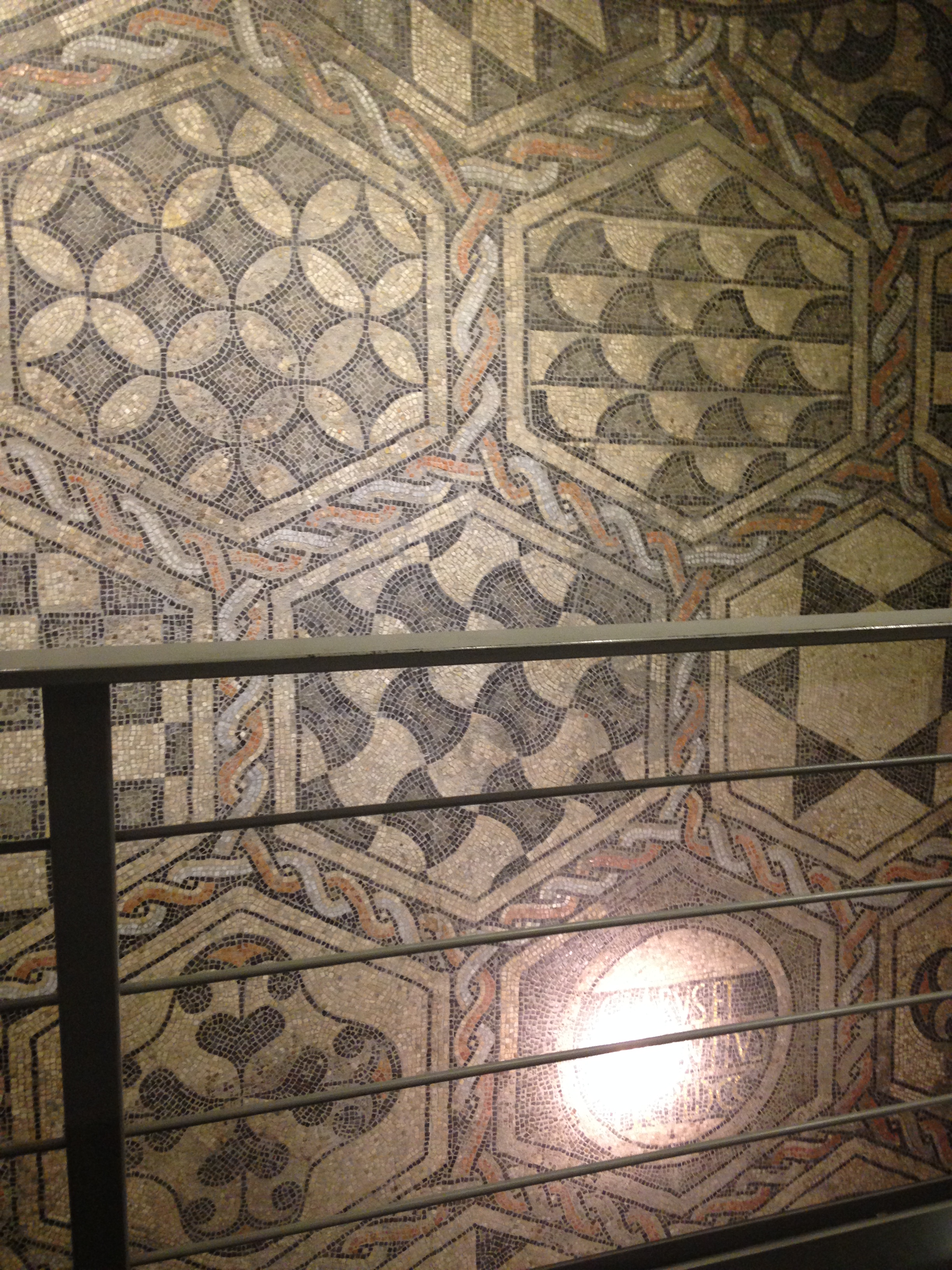
Mosaico cristiano primitivo recuperado en la Piazza Duomo en 1955.

El itinerario del museo incluye un recorrido que sigue la historia de los cultos religiosos en la ciudad, comenzando desde la época romana y continuando con el tramo altomedieval y medieval. De particular valor e interés:
- mosaicos romanos y paleocristianos (este mosaico ha sido datado aproximadamente en el siglo V-VI]), descubiertos en 1955 en la Piazza Duomo.
- fragmentos de un sarcófago romano (primera mitad del siglo III ).
- un sarcófago con bajorrelieves que representan las estaciones.
- un epígrafe (siglo III) que da testimonio del sincretismo cultico en el seno del cual se estaba formando el cristianismo en el área de Parma.
- una lámpara paleocristiana con el monograma de Cristo, procedente de la zona de Carignano.

- algunas monedas y estucos de una domus romana, situada bajo la Catedral, que reaparecieron durante las obras de renovación del edificio.
- las losas del pavimento del presbiterio de la Catedral.
- una losa que representa el inusual tema iconográfico de San Martín con un peregrino.
- seis esculturas (finales del siglo XII - principios del siglo XIII), de Benedetto Antelami, originalmente colocadas en los nichos externos del lado norte del Baptisterio (ahora reemplazadas por moldes), que representan a: Salomón y la Reina de Saba , el Rey David y un profeta (Natán o Habacuc) y los arcángeles Gabriel y Miguel (esta última estatua probablemente se hizo reutilizando parte de una escultura romana anterior).[1]
- cuatro leones que sostienen columnas (sobre las que descansan otras), siempre atribuibles a Antelami, procedentes de un púlpito originalmente situado cerca de la contrafachada de la Catedral.[2]
- el ángel, en cobre dorado, originalmente colocado en la cúspide de la Catedral.
- Cerámica medieval temprana encontrada durante las excavaciones en el patio del Palacio Episcopal;
- tapiz con la Ascensión de Jesús (1530 - 1540), de fabricación belga, perteneciente a la familia Farnese.
- Retratos de los obispos de Parma.

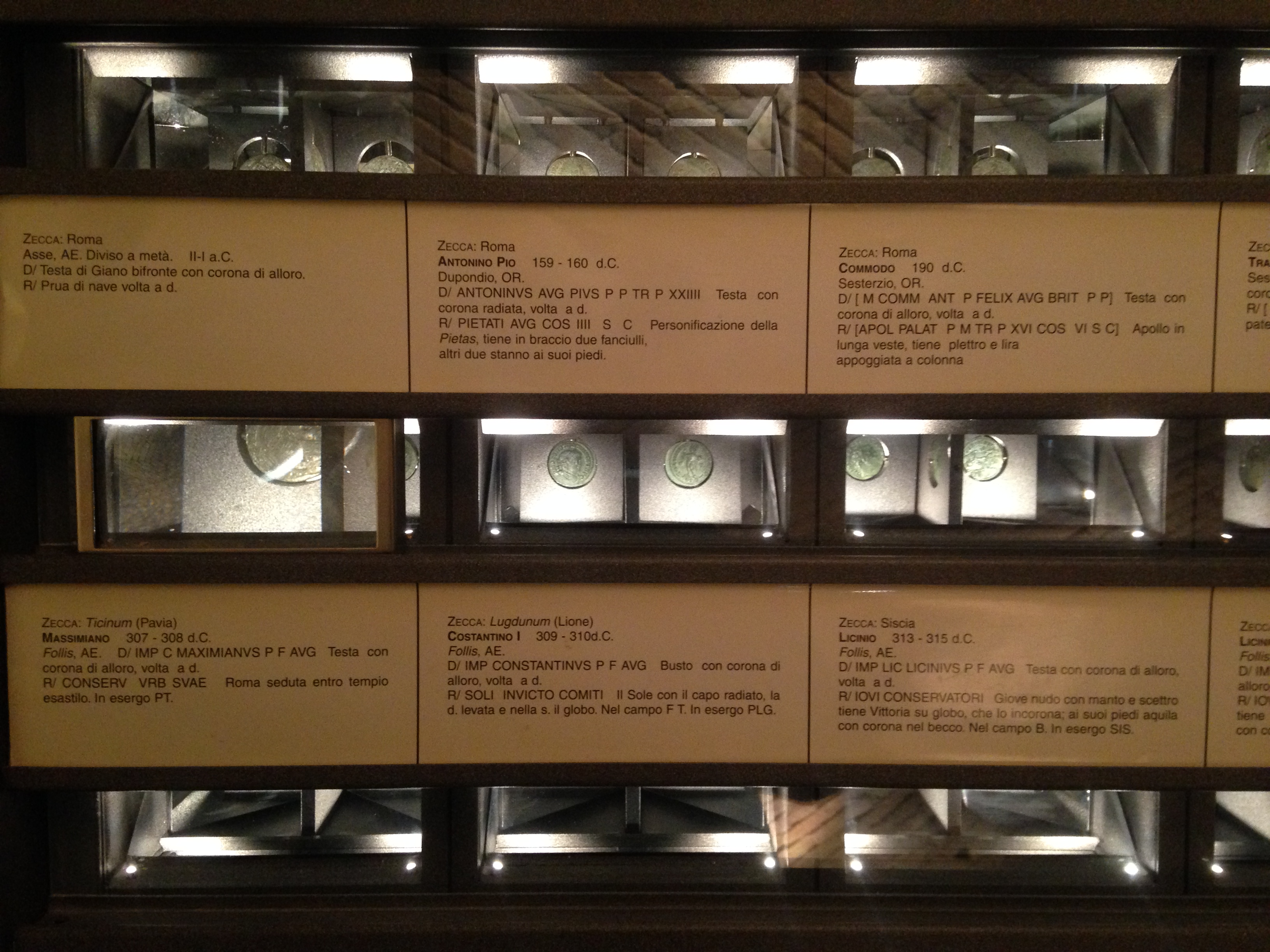
Monedas encontradas durante las excavaciones bajo la Catedral de Parma

En su interior hay una sala dedicada al nuevo Baptisterio virtual, una pantalla táctil con imágenes en alta definición para descubrir los secretos del monumento en todos sus detalles.

## Entradas relacionadas
- Diócesis de Parma
- Catedral de Parma
- Museo Diocesano
- Museos de Parma
- Palacio Episcopal (Parma)
- Palacio del Obispo de Mezzani